# Casa Xiquet
La Casa Xiquet és un conjunt del municipi de la Vall de Boí (Alta Ribagorça). Tant la casa com el paller i la cort són dos elements que formen part de manera singular a l'Inventari del Patrimoni Arquitectònic de Catalunya.

## Casa
La casa és un conjunt inventariat constituït per un cos principal, originalment destinat a habitatge i un cos més petit, originalment destinat a paller i actualment integrat a l'habitatge. El cos principal consta de planta baixa, dos pisos i golfes i l'antic paller té un pis menys. Ambdós cossos estan coberts a dues aigües i tenen cada un una gran llucana de construcció recent. Les obertures no estan ordenades i algunes responen a transformacions recents. L'element més distorsionant és la tribuna afegida a la façana est a l'altura del primer pis. Sense aquesta tribuna seria un clar exemple de l'evolució espontània de l'arquitectura popular.

## Paller i cort
El Paller i cort de la Casa Xiquet és una obra inventariada. És un edifici situat entre mitgeres amb una gran fondària edificada i una façana bastant estreta. Seguint la tipologia pròpia d'aquest ús, té la cort a la planta baixa i el paller al pis i la coberta és a dos vessants amb el carener paral·lel a la façana. Al costat dret de la façana hi ha les dues obertures pròpies d'aquests edificis: el portal de la cort i l'obertura del paller.